# Нова Весь (гміна Браньщик)
Нова Весь (пол. Nowa Wieś) — село в Польщі, у гміні Браньщик Вишковського повіту Мазовецького воєводства.
Населення — 369 осіб (2011).
У 1975-1998 роках село належало до Остроленцького воєводства.

## Демографія
Демографічна структура станом на 31 березня 2011 року:
|          | Загалом | Допрацездатний вік | Працездатний вік | Постпрацездатний вік |
| -------- | ------- | ------------------ | ---------------- | -------------------- |
| Чоловіки | 175     | 40                 | 120              | 15                   |
| Жінки    | 194     | 39                 | 114              | 41                   |
| Разом    | 369     | 79                 | 234              | 56                   |